# Вечная молодость
Вечная молодость — концепция, заключающаяся в бессмертии человека при отсутствии старения. 
Современная наука пока не может добиться для человечества вечной молодости в буквальном смысле. Однако ведутся исследования, которые могут обеспечить возможность манипуляций со старением. Вечная молодость стала распространённым сюжетом в мифологии и научной фантастике.

## Религия и мифология

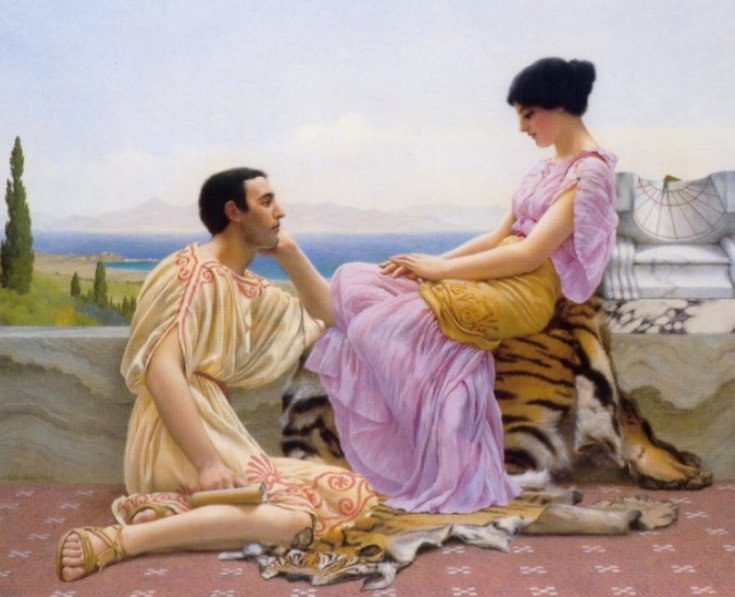
Молодость и Время, Джон Уильям Годвард, 1901

Авраамические религии считают вечную молодость свойством обитателей рая. Подобные верования есть и у индусов. Так, Маркандея представляется им вечно-шестнадцатилетним.
Различия между вечной жизнью и вечной молодостью являются повторяющимся сюжетом древнегреческой и древнеримской мифологии.
В скандинавской мифологии за бессмертие богов отвечает Идунн, снабжающая их, согласно Младшей Эдде, для этого особыми яблоками.

## Теломеры
ДНК человека играет роль в процессе его старения. Оно начинается ещё до рождения, когда клетки начинают умирать и должны быть заменены другими. На конце каждой хромосомы расположены теломеры, защищающие её от слипания с другими хромосомами и играющие другие ключевые роли. Одна из них — регулировать деление клеток. При каждом таком делении теломера сокращается. Сделать она это может только ограниченное число раз. Когда оказывается достигнут Предел Хейфлика, умирать начинает больше клеток, чем может быть замещено. В итоге вскоре умирает сам организм. 
Однако исследования теломер млекопитающих в рамках сравнительной биологии выявили, что длина теломер связана с продолжительностью жизни не прямо. Был сделан вывод, что вклад их длины в её продолжительность остается противоречивым. Также в некоторых случаях, например, в мозге крысы, не происходит сокращение теломер с возрастом. У людей длины теломер скелетных мышц остаются стабильными в возрасте от 23 до 74 лет. В скелетных мышцах бабуина процент повреждённых теломер также мал и не растёт с возрастом.
Исследования показали, что 90 процентов раковых клеток содержат большое количество энзима под названием теломераза. Другие клетки, для которых не действует Предел Хейфлика это стволовые клетки, клетки волосяных фолликул и половые клетки. Причина кроется также в повышенном содержании в них теломеразы.

## Лечение
В последние несколько лет идея ремонта человеческого тела в старости привлекла внимание коммерческих фирм, включая такие, как, Human Longevity, Google Calico и Elysium Health. Кроме этих крупных компаний, множество стартапов стали заниматься проектами терапии возрастных изменений. В 2015 был представлен новый класс лекарственных препаратов — сенолитики. Эти проходящие доклинические испытания лекарства по замыслу должны бороться с биологическими причинами хрупкости организма, вызванными старением.

## Благотворительность
«Потеря молодости» и процесс старения ответственны за увеличение риска многих заболеваний, в том числе онкологических, болезней Паркинсона, Альцгеймера и других. Осознавая это, в последние годы многие состоятельные люди жертвовали крупные суммы денег на научные исследования процесса старения в целом или терапии, которая могла бы замедлить, либо обратить его вспять. Среди этих людей Питер Тиль, Обри ди Грей, Ларри Элиссон, Сергей Брин, Дмитрий Ицков, Пол Гленн и Марк Цукерберг.